# Бианет
„Бианет“ (на турски: Bianet, акроним за на турски: Bağımsız İletişim Ağı, в превод „Независима комуникационна мрежа“) е турскаинформационна агенция със седалище в Бейоглу, Истанбул. Нейната основна дейност е свързана с правата на човека и се финансира основно от шведска организация. Създадена е през 1997 г. от журналисти около Надир Матер (бивш представител на „Репортери без граници“) и левия активист Ертугрул Кюркчю и е свързана с „Интер Прес Сървис“. Тя се финансира предимно от Европейската комисия чрез Европейския инструмент за демокрация и права на човека (ЕИДПЧ). Ерол Йондероглу е бил редактор за мониторинг на „Бианет“ в продължение на няколко години. Работата му включва тримесечни доклади за свободата на словото в Турция.
В сътрудничество с ЕИДПЧ и „Каос“, асоциация, която се занимава с върху правата на ЛГБТ общността, „Бианет“ организира семинари относно джендър изразяването в журналистиката в някои турски градове от 2016 до 2018 г.
На 16 юли 2019 г. достъпът до уебсайта на „Бианет“ е блокиран за кратко в Турция, след като е включен в списък от 136 уебсайта и акаунти в социалните мрежи, които се считат за заплаха за националната сигурност. Блокирането му е премахнато на следващия ден след протести, като властите заявяват, че сайтът на „Бианет“ е блокиран по погрешка.